# 格里戈里·丘赫莱伊
格里戈里·纳乌莫维奇·丘赫莱伊（俄語：Григорий Наумович Чухрай，1921年5月23日—2001年10月28日），是苏联的电影导演、艺术家。

## 生平
1921年，出生于梅利托波尔。
1953年，毕业于苏联国立电影学院导演系。
1961年，获列宁奖金。
1964年，任苏联电影工作者协会书记处书记。
2001年，去世。

## 作品
- 《士兵之歌》(1959年)
- 《第四十一》(1956年)
- 《晴朗的天空》（1961年）
- 《从前有一个老头和一个老太太》(1965年)
- 《回忆》(1970年)
- 《泥潭》(1978年)
- 《生活是美好的》（1980年）